# Processo mastoide
Processo mastoide é uma projeção cônica que pode variar de tamanho e forma localizada na parte posterior do osso temporal (porção mastoidea). Em sua face externa, estão ligados os músculos esternocleidomastoideo, esplênio da cabeça e dorsal longo da cabeça.